# Homecroft (Indiana)
Homecroft es un pueblo ubicado en el condado de Marion en el estado estadounidense de Indiana. En el Censo de 2010 tenía una población de 722 habitantes y una densidad poblacional de 1.151,92 personas por km².

## Geografía
Homecroft se encuentra ubicado en las coordenadas 39°40′11″N 86°7′53″O / 39.66972, -86.13139. Según la Oficina del Censo de los Estados Unidos, Homecroft tiene una superficie total de 0.63 km², de la cual 0.63 km² corresponden a tierra firme y (0%) 0 km² es agua.

## Demografía
Según el censo de 2010, había 722 personas residiendo en Homecroft. La densidad de población era de 1.151,92 hab./km². De los 722 habitantes, Homecroft estaba compuesto por el 95.71% blancos, el 0.83% eran afroamericanos, el 0.69% eran amerindios, el 0.69% eran asiáticos, el 0% eran isleños del Pacífico, el 0.55% eran de otras razas y el 1.52% pertenecían a dos o más razas. Del total de la población el 1.11% eran hispanos o latinos de cualquier raza.